# Drepanolejeunea pulla
Drepanolejeunea pulla là một loài Rêu trong họ Lejeuneaceae. Loài này được (Mitt.) Grolle mô tả khoa học đầu tiên năm 1979.